# Iliyskaya Vpadina
Iliyskaya Vpadina är en dal i Kazakstan. Den ligger i den sydöstra delen av landet, 1 000 km sydost om huvudstaden Astana.